# 3910 Liszt
För andra betydelser, se Liszt (olika betydelser).
3910 Liszt eller 1988 SF är en asteroid i huvudbältet som upptäcktes den 16 september 1988 av den belgiske astronomen Eric W. Elst vid Haute-Provence-observatoriet. Den är uppkallad efter kompositören Franz Liszt.
Den tillhör asteroidgruppen Gefion.